# Future World Music
Future World Music est un groupe de musique orchestrale, épique, fondé par Armen Hambar en 2004, en Californie. Il est particulièrement spécialisé dans la musique de bandes-annonces cinématographiques. Les compositions ont des éléments traditionnels d'orchestre mélangés avec un style moderne.
Les clients de Future World Music sont, entre autres, DreamWorks, Paramount Pictures, New Line Cinema, Warner Bros., Walt Disney Pictures, Buena Vista Home Entertainment, MGM, Columbia TriStar, Universal Pictures, 20th Century Fox, The Weinstein Company, Lions Gate Films et l'Ultimate Fighting Championship.

## Albums
Future World Music a fait actuellement treize albums destinés à l'industrie du cinéma et aux professionnels. La demande des fans a conduit à la production de trois albums publics supplémentaires : Reign of Vengeance sorti en avril 2011, A Hero Will Rise sorti en décembre 2012 et Behold sorti en décembre 2013. Ces albums sont principalement des compilations des meilleures pistes des albums pour les professionnels.
Albums pour les professionnels :
- Epic Action (Volume 1)
- Epic Drama (Volume 2)
- Epic Drama II (Volume 3)
- Epic Drama II (Volume 4)
- Romantic, Holiday & Family Comedy (Volume 5)
- Suspense Horror (Volume 6)
- Evolution (Volume 7)
- Worlds Apart (Volume 8)
- Water, Earth & Fire (Volume 9)
- Immortal Empire (Volume 10)
- Millennium (Volume 11)
- Zero Hour (Volume 12)
- Pulse of Life (Volume 13)

Albums publics :
- Reign of Vengeance (2011)
- A Hero Will Rise (2012)
- Behold (2013)

Boîtes d'outils pour éditeur :
- Drones and Atmospheres (Volume 1)
- Hits and Rises (Volume 2)
- Percussive Builds and Backends (Volume 3)
- Intros and Setups (Volume 4)
- Percussive Builds and Backends II (Volume 5)
- Trailer Intros, Outros and Hits (Volume 6)

## Bandes-annonces
Voici quelques films pour lesquels les compositions de Future World Music ont été utilisées dans les bandes-annonces :
En 2005 :
- Chaos

En 2006 :
- The Departed
- Blood Diamond
- Perfume

En 2007 :
- Spiderman 3
- Hannibal Lecter : Les Origines du mal (Hannibal Rising)
- Die Hard 4 : Retour en enfer (Live Free or Die Hard)
- The Last Mimzy
- The Kingdom
- Stardust, le mystère de l'étoile
- La Légende de Beowulf
- Lions for Lambs
- Détention secrète
- The Golden Compass
- We Own the Night
- Je suis une légende

En 2008 :
- Les Chroniques de Spiderwick
- Where in the World is Osama Bin Laden?
- Cloverfield
- Jumper
- The Bank Job
- Hancock
- Indiana Jones and the Kingdom of the Crystal Skull
- Traitor
- Battle in Seattle
- Body of Lies
- Taken
- Le Jour où la Terre s'arrêta (The Day the Earth Stood Still)
- Ponyo

En 2009 :
- Monsters vs. Aliens
- La Montagne ensorcelée (Race to Witch Mountain)
- 12 Rounds
- Star Trek
- Astro Boy
- Jeux de pouvoir
- Facing Ali
- La Nuit au musée 2 (Night at the Museum 2: Battle of the Smithsonian)
- L'Assistant du vampire
- La Princesse et la Grenouille
- Dragons

En 2010 :
- Toy Story 3
- Harry Potter et les Reliques de la Mort (Partie 1 et 2)

En 2011 :
- Les Marches du pouvoir
- Warrior
- War Horse

En 2012 :
- John Carter
- Rebelle
- Clochette et le Secret des fées
- Hitchcock

En 2013 :
- Battle of the Year (film)
- Epic : La Bataille du royaume secret